# أفيسنيس سور هيلب
أفيسنيس سور هيلب (
نطق فرنسي: [avɛn syʁ ɛlp]  ( أنصت)
```
, وتُنطق باللهجة 
الفلمنية الغربية
 
Avenne aan de Helpe
), وهي 
بلدية
 فرنسية في 
إقليم نور
 في شمال فرنسا، كما انها 
محافظة فرعية تابعة
 
لإقليم نور
، وتقع على بعد 14كم من الحدود البلجيكية، و 18
 
كم جنوب بلدة 
موبيج
، والتي تٌعد أكبر بلدة تقربها، ويتدفق نهر هيلب ماجور، وهو أحد روافد نهر سامبر عبر هذه البلدة، وفي اعلى مجرى أفيسنيس على النهر توجد بحيرة لاك دو فال جولي، والتي تُعد بحيرة اصطناعية.
```

## التاريخ
تأسست بلدة افيسنيس في القرن الحادي عشر، كما أن أول رئيس عُرِف لهذه البلدة هو ويدريك الثاني من أفيسنيس (والذي ولد حوالي 990)، وهو ابن ويدريك الأول دي مورفوا، وأدَّت عائلة افسنيس دورًا هامًا في البلدان المنخفضة، بما في ذلك العديد من كونتات هولندا، ولاحقا انهى لويس الحادي عشر حكم هذه العائلة عام 1477 بعد انتصاره في حروب بورغونديان، وعبر التاريخ أصبح جزءًا من مقاطعة هينو ملكاً لفرنسا في عام 1659 نتيجة لصُلح جبال البرانس، والذي تكفل فوبان بتحصينه، على الرغم من إستيلاء بروسيا عليه في عام 1815.
وكانت أفيسنيس محصنة للغاية، بالإضافة إلى التحصينات التي يتم تجديدها على نحو متواصل، ومن القرن الحادي عشر حتى عام 1867 عندما اعتبرت تحصيناتها، أنها زائدة عن الحاجة، مثل تلك الموجودة في المعاقل المعزولة الأخرى، ولاحقا في عام 1870 تم هدم بعض التحصينات لتيسير الوصول إلى البلدة.

## الثقافة
إن العديد من المباني في الشوارع الرئيسية في هذه البلدة مبنية من حجر الأبعاد، وأحد هذه المباني هو برج الجرس الذي يلغ طوله 200 قدم لكنيسة القديس نيكولاس الرئيسية التي يعود تاريخها إلى القرن السادس عشر.
وأنطلق سباق فرنسا للدراجات عبر البلدة في دورته عام 1999 حول فرنسا.
و تشتهر منطقة أفيسنيس سور هيلب بأجبانها المميزة مثل: جبن مارويل وأيضًا "boule d'Avesnes"، وهي جبنة محلية حمراء مخروطية الشكل ومغطاة بالفلفل الحلو أو (البابريكا).
و سٌميت المدرسة الثانوية في المنطقة وهي ثانوية جيسي دي فورست، نسبة لأحد الأبناء من السكان الأصليين من أفيسنيس والذي كان مسؤولاً عن أول مستوطنة للهولنديين والهوغونوتيون في ما يعرف اليوم بنيويورك.